# Rubin Péter
Rubin Péter (Szeged, 1918. november 14. – Budapest, 1980. január 7.) műfordító, író, nyelvész, szerkesztő, politikus. Rubin László író, ügyvéd fia.

## Élete
Rubin László (1888–1942) író, ügyvéd és Färber Sulamith Szendike orvos fiaként született. A budapesti Mátyás Király Reálgimnáziumban kitüntetéssel érettségizett (1936). Már az 1930-as évek végén közölt művelődéstörténeti témájú cikkeket és esszéket különböző újságokban. 1941-ben a szegedi Ferenc József Tudományegyetemen magyar–francia szakos tanári diplomát szerzett. A második világháború idején partizánként megtanult szerbül is. 1946 és 1948 között a fővárosban élt, ahol újságírói tevékenységet folytatott és belépett az MKP-ba. Ezt követően kinevezték a Magyar Távirati Iroda belgrádi tudósítójának, majd belgrádi követségi titkárnak, s végül követségi tanácsos lett a cseh fővárosban, ahol négy évet töltött. Az 1950-es években rendkívüli követ és meghatalmazott miniszter, illetve 1956-ig a Külügyminisztérium szóvivője volt. Az 1960-as évektől az Akadémiai Kiadó propaganda- és sajtóosztályát vezette. Elbeszéléseket, tárcákat, útirajzokat írt, emellett franciából, angolból, csehből, németből fordított szépirodalmi és tudományos műveket, többek között Čapek, Giraudoux, Kundera, Vercors, Kazantzákisz írásaiból. Utóbbi Akinek meg kell halnia című művének fordításáért nívódíjat kapott. Lefordította Jules Michelet A francia forradalom története című művét. Kutatta a francia–magyar diplomáciai kapcsolatok múltját. A diplomaták hétköznapjai című könyve a diplomataképzés kötelező olvasmánya lett.
Temetése Budapesten, a Farkasréti temetőben volt.

## Családja
Házastársa: Rumpler Mária (1920. február 23. – 2011. október 21.) néprajzos, költő.
Gyermekei:
- Rubin Márta (1948. október 23. –) zongoraművész, akadémiai mestertanár
- Rubin Gábor (1951. december 6. – 2009. december 3.) építészmérnök, zenész, író

## Főbb művei
- Vasvári Pál (Budapest, 1947)
- Gallicizmusok (Végh Bélával, Budapest, 1962)
- Francia-magyar, magyar francia műszaki szótár (Végh Bélával, Budapest, 1965)
- A diplomaták hétköznapjai (Budapest, 1974)
- Francia barátunk, Auguste de Gerando (1819-1849) (Budapest, 1982)

## Díjai, elismerései
- Magyar Szabadság Érdemrend bronz fokozata (1948)
- Magyar Népköztársasági Érdemérem arany fokozata (1952)
- Szocialista Munkáért Érdemérem (1953)[8]